# Campionati europei di atletica leggera 1938 - Maratona
La maratona maschile ai campionati europei di atletica leggera 1938 si svolse il 4 settembre 1938.

## Podio
| Oro     | Väinö Muinonen Finlandia    |
| Argento | Squire Yarrow Gran Bretagna |
| Bronzo  | Henry Palmé Svezia          |

## Risultati
| Pos.    | Nome                 | Nazionalità   | Tempo    | Note                  |
| ------- | -------------------- | ------------- | -------- | --------------------- |
| Oro     | Väinö Muinonen       | Finlandia     | 2h37'28" | Record dei campionati |
| Argento | Squire Yarrow        | Gran Bretagna | 2h39'03" |                       |
| Bronzo  | Henry Palmé          | Svezia        | 2h42'13" |                       |
| 4       | Maurice Waltispurger | Francia       | 2h44'28" |                       |
| 5       | Erich Puch           | Germania      | 2h45'08" |                       |
| 6       | Eugen Bertsch        | Germania      | 2h45'21" |                       |
| 7       | Desire Leriche       | Francia       | 2h48'21" |                       |
| 8       | Umberto De Florentis | Italia        | 2h49'29" |                       |
| 9       | Giovanni Balbusse    | Italia        | 2h50'40" |                       |
| 10      | Felix Meskens        | Belgio        | 2h51'15" |                       |
| 11      | Ernst Meier          | Svizzera      | 2h54'08" |                       |
| 12      | József Mucsi         | Ungheria      | 3h03'14" |                       |
| 13      | Francis O'Sullivan   | Gran Bretagna | 3h05'06" |                       |
| 14      | Jean Mutti           | Svizzera      | 3h07'25" |                       |
|         | Robert Nevens        | Belgio        | dnf      |                       |